# Le Conflit des druides
 (février 2014).
Si vous disposez d'ouvrages ou d'articles de référence ou si vous connaissez des sites web de qualité traitant du thème abordé ici, merci de compléter l'article en donnant les références utiles à sa vérifiabilité et en les liant à la section « Notes et références ».
Le Conflit des druides est le premier tome de la trilogie: Le cycle des druides de la collection Seyrawyn. Il est écrit par Martial Grisé en collaboration avec l'artiste Maryse Pepin et a paru en 2012 aux Éditions McGray. Trois mois après sa sortie, ce roman est devenu un best-seller au Québec avec plus de 2500 copies vendues[source insuffisante],,,,,.

## Résumé
Sur l’île perdue d’Arisan, un druide découvre «La Source», et prend sous sa protection le territoire où celle-ci se trouve. Il forge une communauté destinée à cette tâche, les Gardiens de Lönnar.  Mais évidemment… c’est sans compter l’inévitable attrait que ce pouvoir exerce sur ceux qui aimeraient s’en servir à mauvais escient, le roi Arakher et ses géants de pierre influencé par le druide Dihur de l'Ordre des Quatre Éléments et Premier conseiller du roi.  Ils ne reculeront devant rien pour s’emparer de l’énorme énergie que renferme «La Source». Les attaques sont nombreuses et sanglantes mais toujours repoussées... jusqu’à présent. Le Grand Druide Arminas confie à sa fille Miriel et ses compagnons une importante quête qui sauvera peut-être la communauté des envahisseurs.  Leur mission les amènera à visiter le nord de l'île et y découvrir de nombreux secrets.

## Description de la page couverture
Nous retrouvons trois Gardiens du Secret soit:

Miriel Calari, fille de Arminas, elfe des bois;

Marack fils de Marack, guerrier viking; 

Arafinway Merfeuille, éclaireur avec son œuf de Dragon Vert.